# Kalenberg
Kalenberg ist ein Stadtteil von Mechernich, Kreis Euskirchen, Nordrhein-Westfalen. 

## Geografie

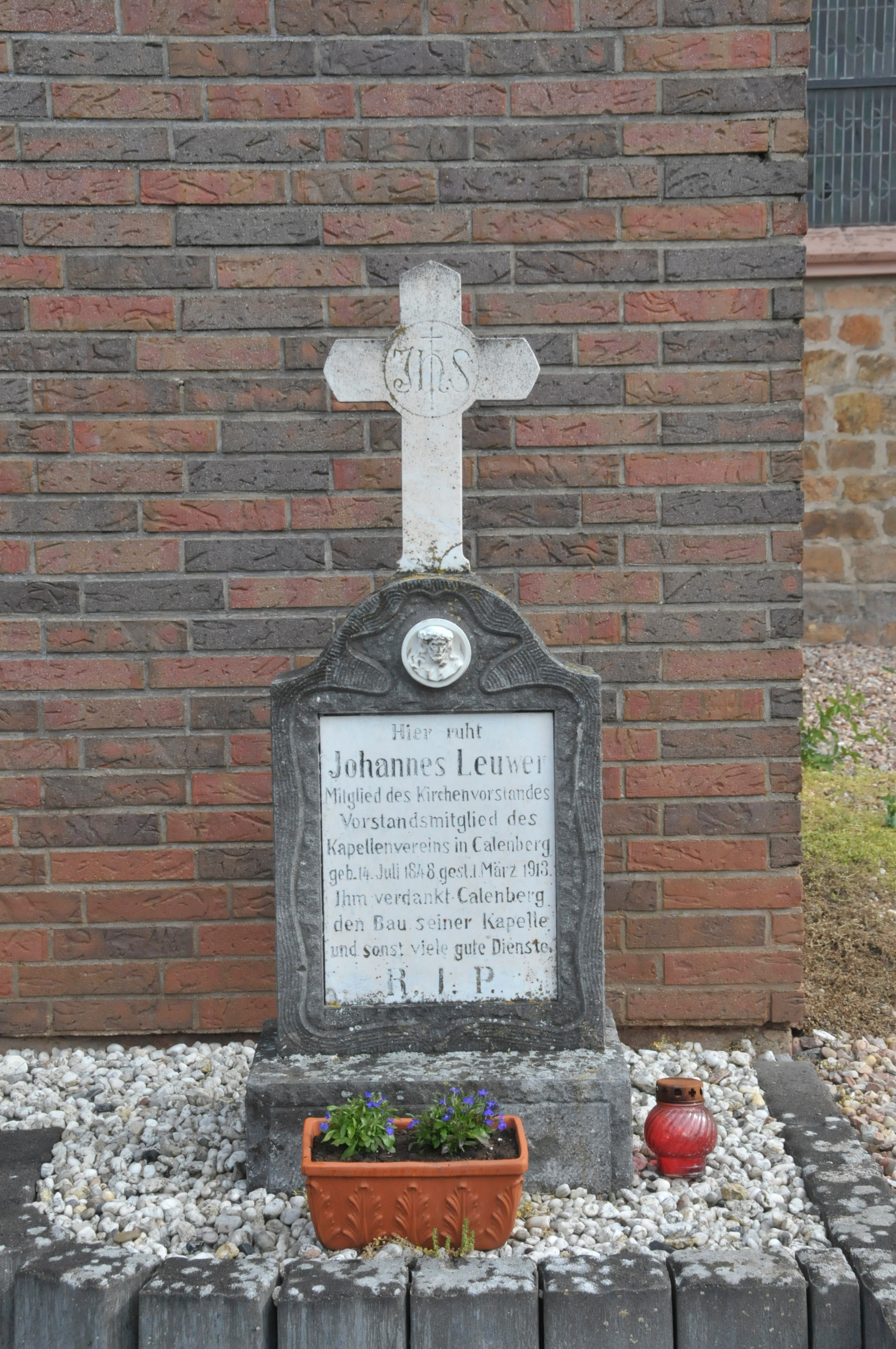
Grabstätte für den verdienten Bürger Johannes Leuwer, dem der Ort den Bau der Kapelle verdankt.

Das Dorf liegt westlich von Mechernich. Am Ortsrand verläuft die Bundesstraße 266 von Mechernich zum Kaller Ortsteil Wallenthalerhöhe. Ebenfalls am Ortsrand verläuft die Bahnlinie von Mechernich nach Kall. Direkt an den Ort grenzt die Gemeinde Kall.
Kalenberg ist vom Bergbau geprägt. Das frühere angrenzende Bleibergwerk ist heute eine Mülldeponie. 
Der Grundstein der Kapelle „Zur Heiligen Familie“ wurde 1904 gelegt. 1970 wurde die Sakristei angebaut. 

## Verkehr
Die VRS-Buslinie 826 der Firma Karl Schäfer Omnibusreisen, die als TaxiBusPlus verkehrt, stellt den Personennahverkehr mit den angrenzenden Orten und der Stadt Mechernich sicher. Zusätzlich verkehren einzelne Fahrten der auf die Schülerbeförderung ausgerichteten Linie 898.
| Linie | Betreiber        | Verlauf |
| ----- | ---------------- | --- |
| 826   | Kreis EU/Schäfer | MiKE (außer im Schülerverkehr): Kalenberg / (Kall Bf – Keldenich – Dottel) – Kallmuth – Lorbach – Bergheim – (Vollem ← Vussem ← Breitenbenden ←) Mechernich Stiftsweg – Mechernich Bf |
| 898   | Schäfer          | Wallenthal ← Scheven ← Kalenberg – (Scheven → Wallenthal →) / (→ Strempt → Lückerath) – Denrath – Roggendorf – Mechernich Bf → Mechernich Feytal                                      |